# Primera Regional Aficionado-Gran Canaria
La Primera Regional Aficionado-Gran Canaria constituye el séptimo nivel de competición de la liga española de fútbol en la Provincia de Las Palmas.
Su organización corre a cargo de la Federación Interinsular de Fútbol de Las Palmas.

## Equipos participantes 2021-22

### Grupo 1
| Acrónimo | Equipo                              | Fundación | Municipio                           | Isla         | Comunidad Autónoma |
| -------- | ----------------------------------- | --------- | ----------------------------------- | ------------ | ------------------ |
| UDA      | U.D. Agaete                         | 1955      | Agaete                              | Gran Canaria | Canarias           |
| ACF      | Arucas C.F. "B"                     | 1927      | Arucas                              | Gran Canaria | Canarias           |
| CDC      | C.D. Casablanca                     | 1975      | Firgas                              | Gran Canaria | Canarias           |
| CDF      | C.D. Firgas                         | 1943      | Firgas                              | Gran Canaria | Canarias           |
| CDG      | C.D. Galdarclubs Jacobeo 21-22      | 2018      | Gáldar                              | Gran Canaria | Canarias           |
| CDG      | C.D. Goleta "B"                     | 1957      | Arucas                              | Gran Canaria | Canarias           |
| CDG      | C.D. Guayarmina                     | ---       | Agaete                              | Gran Canaria | Canarias           |
| UDG      | U.D. Guía "B"                       | 1958      | Santa María de Guía de Gran Canaria | Gran Canaria | Canarias           |
| UDM      | U.D. Moya                           | 1954      | Moya                                | Gran Canaria | Canarias           |
| CFP      | C.F. Panadería Pulido San Mateo "B" | 1993      | Vega de San Mateo                   | Gran Canaria | Canarias           |
| CDS      | C.D. San Isidro                     | 1934      | Gáldar                              | Gran Canaria | Canarias           |
| UDS      | U.D. San Nicolás                    | 1960      | La Aldea de San Nicolás             | Gran Canaria | Canarias           |
| CDS      | C.D. San Pedro Atalaya              | 1969      | Santa María de Guía de Gran Canaria | Gran Canaria | Canarias           |
| CDS      | C.D. Saucillo                       | 1998      | Gáldar                              | Gran Canaria | Canarias           |
| ADS      | A.D. Siete Palmas                   | 2021      | Las Palmas de Gran Canaria          | Gran Canaria | Canarias           |
| CFT      | C.F. Tejeda MMXXI                   | 2021      | Tejeda                              | Gran Canaria | Canarias           |
| CDU      | C.D. Unión Costa Bañaderos          | ---       | Arucas                              | Gran Canaria | Canarias           |
| UVC      | Unión Viera C.F. "B"                | 1962      | Las Palmas de Gran Canaria          | Gran Canaria | Canarias           |

### Grupo 2
| Acrónimo | Equipo                          | Fundación | Municipio                  | Isla         | Comunidad Autónoma |
| -------- | ------------------------------- | --------- | -------------------------- | ------------ | ------------------ |
| ACF      | Acodetti C.F.                   | ---       | Las Palmas de Gran Canaria | Gran Canaria | Canarias           |
| UDA      | U.D. Almenara                   | 1992      | Las Palmas de Gran Canaria | Gran Canaria | Canarias           |
| CDA      | C.D. Aregranca                  | 2011      | Las Palmas de Gran Canaria | Gran Canaria | Canarias           |
| CAF      | C. Atlético Fomento             | 2021      | Las Palmas de Gran Canaria | Gran Canaria | Canarias           |
| CFA      | C.F. Atlético Gran Canaria      | 2012      | Las Palmas de Gran Canaria | Gran Canaria | Canarias           |
| CFB      | C.F. Barrio del Atlántico       | 2021      | Las Palmas de Gran Canaria | Gran Canaria | Canarias           |
| CDC      | C.D. Calero-Vitaldent           | ---       | Telde                      | Gran Canaria | Canarias           |
| IPC      | Inter del Pilar C.F.            | 2020      | Las Palmas de Gran Canaria | Gran Canaria | Canarias           |
| CDI      | C.D. Isleclub                   | 2019      | Las Palmas de Gran Canaria | Gran Canaria | Canarias           |
| CDL      | C.D. Los Nidillos               | 2021      | Las Palmas de Gran Canaria | Gran Canaria | Canarias           |
| UDM      | U.D. Muelle Grande JOMAPA       | ---       | Las Palmas de Gran Canaria | Gran Canaria | Canarias           |
| UDP      | U.D. Piletas                    | 1984      | Las Palmas de Gran Canaria | Gran Canaria | Canarias           |
| RSS      | R. Sporting San José            | 1913      | Las Palmas de Gran Canaria | Gran Canaria | Canarias           |
| UDS      | U.D. San Antonio                | 1953      | Las Palmas de Gran Canaria | Gran Canaria | Canarias           |
| CDS      | C.D. Street Canarias            | 2018      | Las Palmas de Gran Canaria | Gran Canaria | Canarias           |
| CDT      | C.D. Talleres Canary            | 2021      | Las Palmas de Gran Canaria | Gran Canaria | Canarias           |
| CFU      | C.F. Unión Marina               | 1960      | Telde                      | Gran Canaria | Canarias           |
| UPH      | Unión Pedro Hidalgo Tres Palmas | 1961      | Las Palmas de Gran Canaria | Gran Canaria | Canarias           |

### Grupo 3
| Acrónimo | Equipo                        | Fundación | Municipio                   | Isla         | Comunidad Autónoma |
| -------- | ----------------------------- | --------- | --------------------------- | ------------ | ------------------ |
| CDA      | C.D. Arena Fútboltec          | 2011      | Ingenio                     | Gran Canaria | Canarias           |
| CDA      | C.D. Arinaga                  | 2013      | Santa Lucía de Tirajana     | Gran Canaria | Canarias           |
| CFC      | C.F. Casa Pastores            | 1979      | Santa Lucía de Tirajana     | Gran Canaria | Canarias           |
| CCF      | Castillo C.F.                 | 1950      | San Bartolomé de Tirajana   | Gran Canaria | Canarias           |
| CDC      | C.D. Cercados de Espino       | 1991      | San Bartolomé de Tirajana   | Gran Canaria | Canarias           |
| CDC      | C.D. Cerruda                  | ---       | Santa Lucía de Tirajana     | Gran Canaria | Canarias           |
| CDJ      | C.D. Jovero-Las Rosas         | ---       | Agüimes                     | Gran Canaria | Canarias           |
| CDJ      | C.D. Juan Grande              | ---       | San Bartolomé de Tirajana   | Gran Canaria | Canarias           |
| UDL      | U.D. Las Huesas               | 1992      | Telde                       | Gran Canaria | Canarias           |
| CFL      | C.F. Las Majoreras-Guayadeque | 1993      | Ingenio                     | Gran Canaria | Canarias           |
| UDS      | U.D. San Fernando Atlético    | 1992      | San Bartolomé de Tirajana   | Gran Canaria | Canarias           |
| CDS      | C.D. San Pedro Mártir "B"     | 1973      | Santa Lucía de Tirajana     | Gran Canaria | Canarias           |
| CDT      | C.D. Tablero                  | 1973      | San Bartolomé de Tirajana   | Gran Canaria | Canarias           |
| UDT      | U.D. Tasarte San Clemente     | 2011      | La Aldea de San Nicolás     | Gran Canaria | Canarias           |
| CDU      | C.D. Unión Abrisajac          | 2006      | San Bartolomé de Tirajana   | Gran Canaria | Canarias           |
| UAC      | Unión Agüimes C.F.            | 1957      | Agüimes                     | Gran Canaria | Canarias           |
| UDV      | U.D. Valsequillo              | 1965      | Valsequillo de Gran Canaria | Gran Canaria | Canarias           |

## Otras Ligas
| Nivel | Liga                                | Liga                                | Liga | Liga | |
| ----- | ----------------------------------- | ----------------------------------- | --- | --- | --- |
| 1º    | Primera División de España          | Primera División de España          | Primera División de España                                                                                               | Primera División de España                                                                                               | |
| 2º    | Segunda División de España          | Segunda División de España          | Segunda División de España                                                                                               | Segunda División de España                                                                                               | |
| 3º    | Primera División RFEF               | Primera División RFEF               | Primera División RFEF | Primera División RFEF | |
| 4º    | Segunda División RFEF               | Segunda División RFEF               | Segunda División RFEF | Segunda División RFEF | |
| 5º    | Tercera División RFEF               | Tercera División RFEF               | Tercera División RFEF | Tercera División RFEF | |
| 6°    | Interinsular Preferente de Tenerife | Interinsular Preferente de Tenerife | Interinsular Preferente de Las Palmas                                                                                    | Interinsular Preferente de Las Palmas                                                                                    | Interinsular Preferente de Las Palmas                                                                                    |
| 7º    | Primera Interinsular-Tenerife       | Primera Interinsular-Tenerife       | Primera Regional Aficionado-Gran Canaria Primera Regional Aficionado-Fuerteventura Primera Regional Aficionado-Lanzarote | Primera Regional Aficionado-Gran Canaria Primera Regional Aficionado-Fuerteventura Primera Regional Aficionado-Lanzarote | Primera Regional Aficionado-Gran Canaria Primera Regional Aficionado-Fuerteventura Primera Regional Aficionado-Lanzarote |
| 8º    | Segunda Interinsular-Tenerife       | Segunda Interinsular-Tenerife       | Segunda Regional Aficionado-Gran Canaria                                                                                 | Segunda Regional Aficionado-Gran Canaria                                                                                 | Segunda Regional Aficionado-Gran Canaria                                                                                 |

- Datos: Q50997999